# 1956年夏季奥林匹克运动会
第十六屆夏季奧林匹克運動會（英語：the Games of the XVI Olympiad），一般稱為墨爾本奧運，于1956年11月22日至12月8日在澳大利亚墨尔本举行，其间本届奥运会的马术比赛在瑞典的斯德哥尔摩进行。

## 背景
這是奧運史上，首次於澳洲舉辦之奧運會，同時也是第一次在南半球和大洋洲國家舉辦。由於墨爾本屬於南半球的溫帶地區，在7至9月時仍屬冬季，天氣寒冷。因此該次奧運也改至南半球的初夏，即11至12月期間舉行，也是奧運史最晚開幕的夏季奧運會。

## 焦點

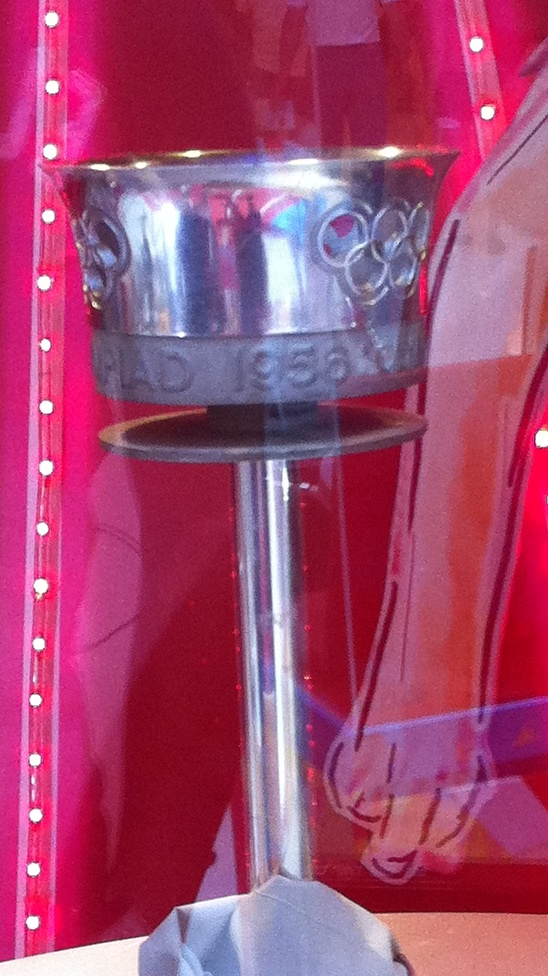
1956年夏季奧運會火炬

- 在12月6日舉行的水球項目決勝賽，分別由匈牙利男子水球队与苏联男子水球队爭奪冠軍，雙方比赛中多位球员大打出手，导致血流满面，该比赛最後匈牙利队以4：0完胜苏联队奪得金牌，賽後媒體因拍攝匈牙利水球員埃爾溫·扎多爾在賽後右眼角流血之場景而取名為「水中血战」。
- 中華民國此屆以「福爾摩沙—中國」的名義參賽。9月14日，中國國民黨中央委員會副秘書長鄧傳楷擔任第16屆夏季奧運會中華民國代表團團長，率團於10月18日飛抵澳洲墨爾本，29日抵達雪梨奧運會新村，奧運會首次在歐美以外的其他洲舉行。
- 第二次世界大戰後，德國分裂為東德、西德。由於東德奧委會較西德晚申請入會，因此1955年的國際奧委會在巴黎召開大會向東德提出聲明：「若1956年墨爾本奧運中，東西德能合組代表隊參賽，東德奧委會就可入會。」
因此，東西德分裂的兩個國家首度合組為一個代表團參賽，代表團國歌以貝多芬的「第九號交響曲」中的「歡樂頌」代替，國旗以三色旗中央畫上奧林匹克標誌代替。[1]
- 中華人民共和國與中華民國同樣也產生會籍問題，1952年在挪威奧斯陸所舉行的國際奧委會大會上，台海問題成為討論的焦點；1954年在雅典經由國際奧委會的投票表決，認定「北京的中國奧委會（中華全國體育總會）是代表中國唯一的正式奧林匹克運動機構」，但國際奥委会主席布倫達治同時聲明：「除了承認北京的中華全國體育總會，也承認在台北設有國際奧委會分部的中華奧會的資格」。

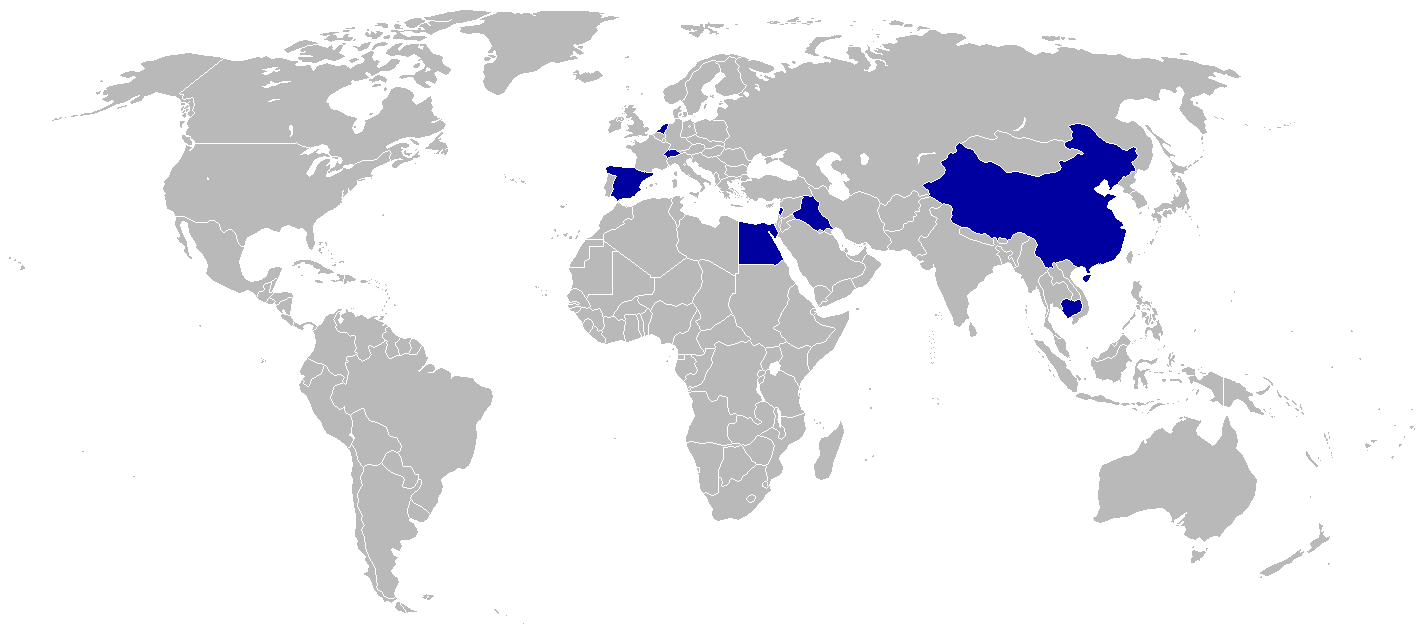
抵制本屆奧運會的國家以藍色顯示

然而1954年才被國際奥委会認可正式加入會員的中華人民共和國，在本届奧運前不允许中華民國使用國旗、國歌、國號參加奧運，但墨爾本奧運在選手村仍升起中華民國國旗，此舉激怒北京當局，而宣佈退出當屆奧運，直到1984年才再重回奧運。[1]

## 比赛项目
| - 田径 - 篮球 - 拳击 - 击剑 - 举重 - 摔跤 - 马术 |  | - 足球 - 体操 - 赛艇 - 射击 - 帆船 - 皮划艇 - 自行车 |  | - 曲棍球 - 现代五项 - 水上项目 - 游泳 - 跳水 - 水球 |

### 表演项目
- 澳式足球
- 棒球

## 参赛国家及地区

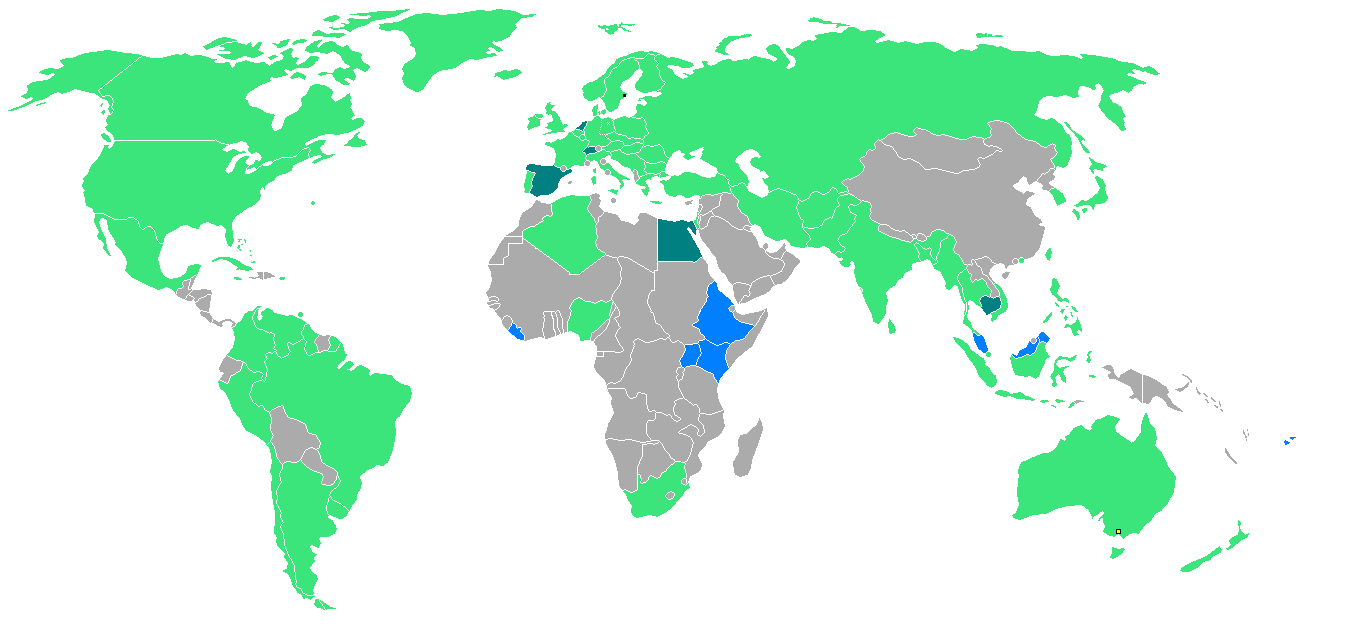
参赛国家及地区分布

共有67个国家及地区的代表团参加了1956年墨尔本奥运会。其中，埃塞俄比亚，斐济，肯尼亚，利比里亚，马来亚，北婆羅洲，乌干达都是第一次参加奥运会。另外，西德和东德首次组成了以德国联队冠名的代表团参加了本届奥运。
| - 阿富汗（12） - 阿根廷（28） - （294） - 奥地利（29） - 巴哈马（4） - 比利时（51） - 百慕大（3） - 巴西（44） - 英屬圭亞那（4） - 保加利亚（43） - 缅甸（11） - 加拿大（92） - 锡兰（3） - 智利（33） - 福爾摩沙中國（13） - 哥伦比亚（26） - 古巴（16） - 捷克斯洛伐克（63） - 丹麦（31） - 埃塞俄比亚（12） - 斐济（5） - 芬兰（71） - 法国（137） |  | - 德国（158） - 英国（189） - 希腊（13） - 香港（2） - 匈牙利（108） - 冰岛（2） - 印度（59） - 印度尼西亚（22） - 伊朗（17） - 爱尔兰（18） - 以色列（3） - 意大利（129） - 牙买加（6） - 日本（110） - （25） - 利比里亚（4） - 卢森堡（11） - 马来亚（32） - 墨西哥（24） - 新西兰（53） - 尼日利亚（10） - 北婆罗洲（2） |  | - 挪威（22） - 巴基斯坦（55） - 秘鲁（8） - 菲律宾（39） - 波兰（64） - 葡萄牙（11） - 波多黎各（10） - 罗马尼亚（44） - 新加坡（52） - 南非（50） - 韩国（35） - 苏联（272） - 瑞典（88） - 泰国（38） - 特立尼达和多巴哥（6） - 土耳其（19） - 乌干达（3） - 美国（297） - 乌拉圭（21） - 委内瑞拉（19） - 越南（6） - 南斯拉夫（35） |

以下5个国家的运动员仅在瑞典的斯德哥尔摩参加了本届奥运会的马术比赛，因此这些国家的奥运代表团并没有出现在墨尔本的赛场上。
| - 柬埔寨 - 埃及 - 荷兰 - 西班牙 - 瑞士 |

以下1个国家因中国代表权问题宣布退出本届奥运会：
- 中华人民共和国奥林匹克委员会

## 奖牌榜
| 排名 | 国家／地区      | 金牌 | 银牌 | 铜牌 | 總數 |
| ---- | --------------- | ---- | ---- | ---- | ---- |
| 1    | 苏联（URS）     | 37   | 29   | 32   | 98   |
| 2    | 美国（USA）     | 32   | 25   | 17   | 74   |
| 3    | （AUS）         | 13   | 8    | 14   | 35   |
| 4    | 匈牙利（HUN）   | 9    | 10   | 7    | 26   |
| 5    | 意大利（ITA）   | 8    | 8    | 9    | 25   |
| 6    | 瑞典（SWE）     | 8    | 5    | 6    | 19   |
| 7    | 德国（GER）     | 6    | 13   | 7    | 26   |
| 8    | 英国（GBR）     | 6    | 7    | 11   | 24   |
| 9    | 罗马尼亚（ROM） | 5    | 3    | 5    | 13   |
| 10   | 日本（JPN）     | 4    | 10   | 5    | 19   |

## 外部連結
- 中國奧委會關於第十六屆奧運會的資料

| 前任者： 赫尔辛基 | 夏季奧林匹克運動會 第16届： 墨尔本奥运会 1956年 | 繼任者： 罗马 |